# Gordonia tomentosa
Gordonia tomentosa là một loài thực vật có hoa trong họ Theaceae. Loài này được (Mart. & Zucc.) Spreng. mô tả khoa học đầu tiên năm 1827.